# Cynisca (genre)
Pour les articles homonymes, voir Cynisca.
Genre
Synonymes
- Ophioproctes Boulenger, 1878
- Placogaster Boulenger, 1906

Cynisca est un genre d'amphisbènes de la famille des Amphisbaenidae.

## Répartition
Les 20 espèces de ce genre se rencontrent en Afrique de l'Ouest et en Afrique centrale.

## Description
Ce sont des reptiles apodes.

## Liste des espèces
Selon The Reptile Database (22 décembre 2015) :
- Cynisca bifrontalis (Boulenger, 1906)
- Cynisca chirioi Trape, Mané & Baldé, 2014
- Cynisca degrysi (Loveridge, 1941)
- Cynisca feae (Boulenger, 1906)
- Cynisca gansi Dunger, 1968
- Cynisca haugi (Mocquard, 1904)
- Cynisca ivoirensis Trape & Mané, 2014
- Cynisca kigomensis Dunger, 1968
- Cynisca kraussi (Peters, 1878)
- Cynisca leonina (Müller, 1885)
- Cynisca leucura (Duméril & Bibron, 1839)
- Cynisca liberiensis (Boulenger, 1878)
- Cynisca manei Trape, 2014
- Cynisca muelleri (Strauch, 1881)
- Cynisca nigeriensis Dunger, 1968
- Cynisca oligopholis (Boulenger, 1906)
- Cynisca rouxae Hahn, 1979
- Cynisca schaeferi (Sternfeld, 1912)
- Cynisca senegalensis Gans, 1987
- Cynisca williamsi Gans, 1987

## Publication originale
- Gray, 1844 : Catalogue of the tortoises, crocodiles and amphisbaenians in the collection of the British Museum. London, p. 1-289 (texte intégral).